# 백인

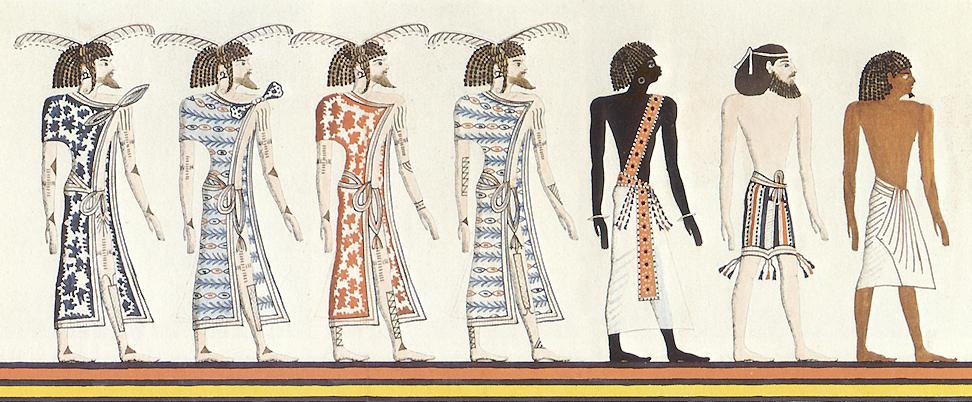
1820년에는 세티 1세의 무덤을 그린 프레스코화가 그려져 있으며, 4명의 리비아인, 누비아인, 레반트인 그리고 고대 이집트인이다.

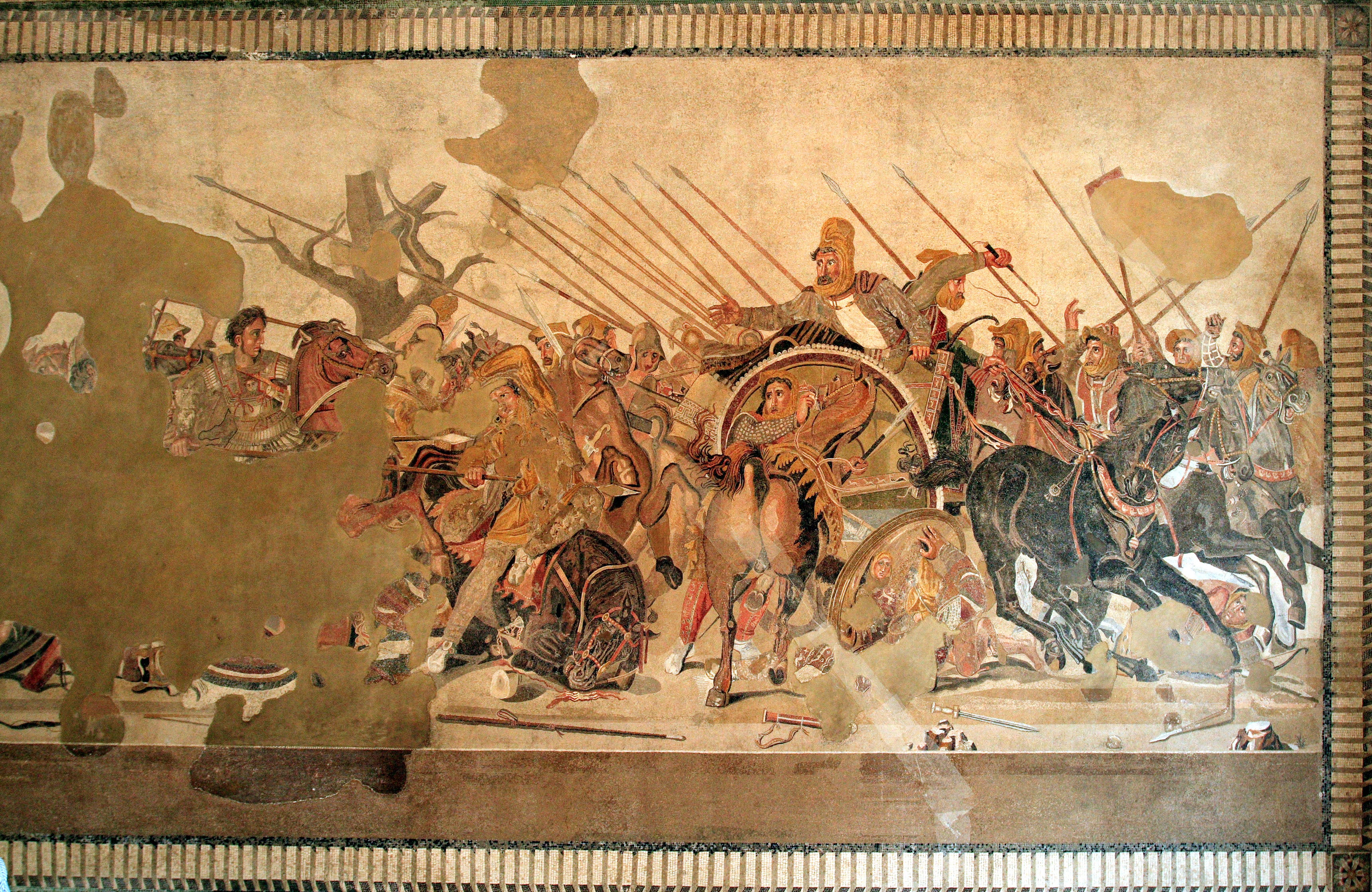
기원전 100년경 고대 마케도니아인들을 묘사한 로마의 폼페이우스의 《알렉산더 모자이크》가 있다이소스 전투에서 다리우스 3세 휘하의 아케메네스 페르시아와 싸운 알렉산더 대왕의 고대 마케도니아 기병대

백인(白人)은 보편적 인종 분류의 하나이다. 일반적으로 유럽계 조상을 가진 사람들을 가리키는 말로 쓰이나, 상황에 따라 정의는 아주 다양해질 수 있다. 유럽인들과 유사한 형질을 가진 코카소이드 사람을 통틀어 일컫는 말로 쓰이기도 하며, 이 경우 유럽 대륙뿐 아니라 북아프리카, 서아시아, 남아시아, 히스패닉 등 여러 계통의 사람들을 포함하는 개념이 될 수도 있다. 이름은 유럽인들이 형질상 다른 인종에 비해 비교적 흰 피부색을 가지고 있다는 데서 유래하였다.

## 백인의 분파
백인에는 아주 많은 하위 분파들이 있다.
- 인도유럽인
  - 게르만
    - 북게르만
      - 기트
      - 데인
      - 스베아
      - 바랑
        - 노르웨이인
        - 스웨덴인
        - 덴마크인
        - 아이슬란드인
        - 페로인

    - 서게르만
      - 북해 게르만
        - 앵글로색슨
        - 앵글
        - 색슨
        - 주트
        - 카우키
        - 프리시
          - 잉글랜드인
          - 스코틀랜드 로우랜드 주민
          - 프리슬란트인
          - 저지 독일인

      - 베저-라인 게르만
        - 리푸아리
        - 바타비
        - 살리
        - 프랑크
          - 네덜란드인
          - 보어인
          - 플란데런인

      - 엘베 게르만
        - 랑고바르드
        - 마르코만니
        - 바바리
        - 수에비
        - 알레만니
        - 카티
        - 케루스키
        - 카디
        - 투링기
        - 헤르문두리
        - 킴브리

    - 동게르만†
      - 고트†
      - 바스타미†
      - 반달†
      - 부르군트†
      - 게피데†
      - 루기†
      - 헤룰리†

  - 라틴
  - 슬라브
    - 비스툴라 베네티(초기 슬라브인)
      - 안테(초기 동슬라브인)
      - 벤트(초기 서슬라브인)
        - 보헤미아-모라비아-슬로바키아 계열 집단
          - 보헤미아인
            - 베룬자니(보헤미아 서부 거주)
            - 체호베(오늘날 프라하 지역 거주)
            - 데차네(오늘날 데친 지역 거주)
            - 둘레베(보헤미아 남부 거주)
            - 흐바네
            - 호도베(카르파티아 산맥 출신들을 모집해서 국경방어를 위해 중세시대에 인위적으로 형성시킨 집단이다. 이름의 뜻도 순찰자다.)
            - 리토메리치(리토메르지체 지역에 거주했다. 이름을 아예 거주한 집단에서 따온 사례라고 할 수 있다.)
            - 루차네
            - 레무지
            - 루피글라이
            - 프스호바네
            - 세들리차
            - 볼리니아네 (보헤미아인에 동화된 볼히니아인)
            - 질칸

      - 스클라베니(초기 남슬라브인)
        - 브라니체브(세르비아 동부 거주)
        - 카란타니아인(케른텐 공국의 어원)
        - 디오클레티아인(몬테네그로 남부 거주)
        - 구두스카니(크로아티아 리카 지역 거주)
        - 카날리테스(달마티아 남부 거주)
        - 메레하니(남쪽으로 이주한 모라비아인이 남슬라브에 동화되어 형성)
        - 나렌티네스(달마티아 남부 거주)
        - 판노니아 둘레베(판노니아라는 명칭에서 알 수 있듯이 마자르족에 흡수)
        - 사바슬라브(현대 크로아티아인 일부의 조상)
        - 동오보트리테스(현대 메클렌부르크-포어포메른 지역에 살던 오보트리테스족이 남쪽으로 이주해 남슬라브에 동화되어 형성)
        - 티모차니(세르비아 동부 거주)
        - 트라부니아인(트라부니아 공국 형성한 바 있음, 헤르체고비와 서부 몬테네그로 거주)
        - 자흐루미아인(달마티아 남부)
          - 세르비아인(독일 브란덴부르크 일대에 살던 소르브인이 남하해 세르비아인이 되었다.
          - 크로아티아(크로아티아 오기전에는 소폴란드와 서부 우크라이나, 보헤미아 일대에서 살았다.)
          - 보스니아인

  - 켈트
  - 발트
  - 그리스인
  - 아르메니아인
  - 알바니아인
  - 토하라인†
  - 아나톨리아인†
- 우랄어족이지만 인도유럽인에 유전적으로 동화된 경우
  - 핀우그리아족
    - 핀페름족
      - 발트 핀족
        - 핀란드인
        - 에스토니아인
        - 카렐인
        - 리보니아인
        - 이조라인
        - 보디인
        - 잉그리아 핀인

      - 페름족
        - 코미인
        - 우드무르트인

      - 기타 핀페름족
        - 사미인
        - 모르드바인
        - 마리인

      - 우그리아족
        - 헝가리인
        - 세케이인
- 셈족
  - 아랍인
  - 유대인

## 같이 보기
- 인종
- 황인
- 흑인
- 물라토
- 유럽인